# سفارة السويد في ألمانيا
سفارة السويد في ألمانيا هي أرفع تمثيل دبلوماسي لدولة السويد لدى ألمانيا. تقع السفارة في برلين وهي تهدف لتعزيز المصالح السويدية في ألمانيا.

## وصلات خارجية
- الموقع الرسمي
- قائمة سفارات السويد
- قائمة السفارات في ألمانيا